# 김혜림 (펜싱 선수)
김혜림(金惠琳, 1985년 12월 6일~)은 대한민국의 은퇴한 펜싱 선수로 주 종목은 사브르이다.

## 경력
경상북도 포항시 출신이다. 포항국민학교 재학 시절에는 800m 달리기 유소년 선수로 활동했으나 경북체육중학교로 진학한 후 지도 교사의 권유로 펜싱 선수로 전향했다.
2006년 10월 이탈리아 토리노에서 열린 2006년 세계 선수권 대회에서 참가하여 준결승에 진출했다. 준결승전에서 대회 우승자인 미국의 리베카 워드에게 15-14, 1점차 석패를 당하였고, 세이다 제이컵슨과 함께 공동 동메달을 획득했다.
2010년 11월 중화인민공화국 광저우에서 열린 2010년 아시안 게임의 여자 사브르 개인전 결승에서 홍콩의 아우신잉을 15-7로 꺾고 우승을 차지하였다.

## 수훈
- 체육훈장 거상장(2016년 10월 14일)